# Роберт Бауер
Роберт Бауер (нім. Robert Bauer, нар. 9 квітня 1995, Пфорцгайм) — німецький футболіст, гравець клубу «Сінт-Трейден».
Виступав за олімпійську збірну Німеччини.

## Клубна кар'єра
Народився 9 квітня 1995 року в місті Пфорцгайм. Вихованець футбольної школи клубу «Карлсруе СК».
У дорослому футболі дебютував 2014 року виступами за другу команду клубу «Інгольштадт 04». Того ж року дебютував й у складі основної команди клубу. Відіграв за інгольштадтський клуб наступні два сезони своєї ігрової кар'єри. Більшість часу, проведеного у складі «Інгольштадта», був основним гравцем атакувальної ланки команди.
До складу клубу «Вердер» приєднався 2016 року. Відтоді встиг відіграти за бременський клуб 43 матчі в національному чемпіонаті.
З 2018 року на правах оренди виступав у складі команди клубу «Нюрнберг».
20 серпня 2019 уклав контракт з російським клубом «Арсенал» (Тула).
6 вересня підписав контракт з бельгійським «Сінт-Трейденом».

## Виступи за збірні
2015 року залучався до складу молодіжної збірної Німеччини. На молодіжному рівні зіграв у 13 офіційних матчах.
2016 року захищав кольори олімпійської збірної Німеччини. У складі цієї команди провів 1 матч. У складі збірної — учасник футбольного турніру на Олімпійських іграх 2016 року у Ріо-де-Жанейро.

## Статистика виступів

### Статистика клубних виступів
| Команда           | Сезон             | Чемпіонат         | Чемпіонат | Чемпіонат | Кубок | Кубок | Континентальний кубок | Континентальний кубок | Усього | Усього |
| Команда           | Сезон             | Ліга              | Ігор      | Голів     | Ігор  | Голів | Ігор                  | Голів                 | Ігор   | Голів  |
| ----------------- | ----------------- | ----------------- | --------- | --------- | ----- | ----- | --------------------- | --------------------- | ------ | ------ |
| Інгольштадт 04    | 2014–15           | 2БЛ               | 18        | 0         | 1     | 0     | —                     | —                     | 19     | 0      |
| Інгольштадт 04    | 2015–16           | Бундесліга        | 24        | 1         | 0     | 0     | —                     | —                     | 24     | 1      |
| Інгольштадт 04    | Разом             | Разом             | 42        | 1         | 1     | 0     | 0                     | 0                     | 43     | 1      |
| Інгольштадт 04 II | 2014–15           | Регіоналліга      | 3         | 1         | —     | —     | —                     | —                     | 3      | 1      |
| Інгольштадт 04 II | 2015–16           | Регіоналліга      | 3         | 0         | —     | —     | —                     | —                     | 3      | 0      |
| Інгольштадт 04 II | Разом             | Разом             | 6         | 1         | 0     | 0     | 0                     | 0                     | 6      | 1      |
| Вердер            | 2016–17           | Бундесліга        | 27        | 1         | 0     | 0     | —                     | —                     | 27     | 1      |
| Вердер            | 2017–18           | Бундесліга        | 16        | 0         | 3     | 0     | —                     | —                     | 19     | 0      |
| Вердер            | Разом             | Разом             | 43        | 1         | 3     | 0     | 0                     | 0                     | 46     | 1      |
| Нюрнберг (оренда) | 2018–19           | Бундесліга        | 22        | 0         | 2     | 0     | —                     | —                     | 24     | 0      |
| Усього за кар'єру | Усього за кар'єру | Усього за кар'єру | 113       | 3         | 6     | 0     | 0                     | 0                     | 119    | 3      |

## Титули і досягнення
Німеччина (ол.)
- Срібний призер Олімпійських ігор (1): 2016